# Gonzalo Bautista
Gonzalo Bautista är en ort i Mexiko.   Den ligger i kommunen Zacapoaxtla och delstaten Puebla, i den sydöstra delen av landet, 160 km öster om huvudstaden Mexico City. Gonzalo Bautista ligger 2 401 meter över havet och antalet invånare är 439.
Terrängen runt Gonzalo Bautista är kuperad. Runt Gonzalo Bautista är det ganska tätbefolkat, med 72 invånare per kvadratkilometer. Närmaste större samhälle är San Miguel Tenextatiloyan, 2,0 km söder om Gonzalo Bautista. Trakten runt Gonzalo Bautista består till största delen av jordbruksmark.